# Incisurella
Incisurella is een geslacht van uitgestorven kreeftachtigen uit de klasse van de Ostracoda (mosselkreeftjes).

## Soorten
- Incisurella concinna (Jones & Kirkby, 1885) Robinson, 1978 †
- Incisurella foveata Gruendel, 1975 †
- Incisurella healdioides Gruendel, 1975 †
- Incisurella lata Cooper, 1941 †
- Incisurella melekessensis Tschigova, 1960 †
- Incisurella nana Buschmina, 1968 †
- Incisurella prima Cooper, 1941 †